# Joan Montes Pérez
Joan Montes Pérez (Barcelona;és un exjugador de bàsquet i entrenador català, que ha entrenat en dues etapes diferents la secció de bàsquet del FC Barcelona.

## Biografia
Va començar jugant al Bosco Horta de Barcelona, SSCC (Sagrats Cors de Barcelona), més tard al RCD Espanyol, el Peñas Huesca i finalment el Valvi Girona (aconseguint l'ascens a l'ACB amb els tres clubs), encara que la seva carrera com a jugador no és el més destacable. La seva principal vocació va ser sempre entrenar i va fitxar pel FC Barcelona la temporada 1989-90 per incorporar-se a les categories inferiors del club. Joan Montes sempre ha estat considerat un “home de la casa” i sempre que s'han requerit els seus serveis en benefici del club ha respost positivament. L'any 1994, Aíto García Reneses el va requerir com a segon entrenador i ho va ser durant 2 etapes. La temporada 97-98, amb Manel Comas a la banqueta, els resultats de l'equip no van ser els esperats i en la jornada 12 aquest va ser cessat. Joan Montes va prendre les regnes de l'equip, que en aquell moment no estava ben classificat, i va aconseguir portar a l'equip a les semifinals de la Lliga ACB. Aquesta mateixa temporada va fer debutar davant el CB Granada i al Palau a un jove anomenat Juan Carlos Navarro, que va marcar 10 punts en 10 minuts, i que anys després va ser un referent en l'equip barcelonista, arribant a jugar una temporada als Memphis Grizzlies de l'NBA.
Els anys posteriors va seguir amb la seva tasca de formació en les categories inferiors i com a segon entrenador entre els anys 1999 i 2003. La temporada 2004-2005, quan el president del club era Joan Laporta i el directiu responsable del bàsquet Josep Maria Bartomeu, va començar amb la renúncia de Svetislav Pešić en el càrrec per desavinences amb Valero Rivera, i el club va decidir que Joan Montes prengués les regnes de l'equip com ja havia fet anys enrere. La temporada va començar bé però a poc a poc l'equip va perdre pistonada, afectat per les lesions de Roberto Dueñas i Marc Gasol, i Joan Montes el 27 de febrer de 2005 va presentar la seva dimissió. Aquesta va ser acceptada i es va designar Manolo Flores com a primer entrenador. Joan Montes va seguir vinculat al club en la tasca de formació i va ser encarregat de dirigir el FC Barcelona en el circuit sub-20.
Joan Montes sempre ha declarat que la seva filosofia de joc es basa en «la defensa i tractar que l'atac tingui una major velocitat». Així ho va afirmar en una entrevista prèvia a la Supercopa ACB que va guanyar sent entrenador del FC Barcelona.

## Trajectòria com a jugador
- Bosco Horta (categories inferiors i primer equip)
- RCD Espanyol
- Peñas Huesca (1984-85)
- Valvi Girona (1986-88)[5]

## Trajectòria com a entrenador
- Bosco Horta (categories inferiors)
- FC Barcelona, entrenador dels equips cadet i júnior (1989-92)
- CB Montcada
- Seleccionador espanyol Cadet i Junior durant 6 anys. (1988-1993)
- Selecció Espanyola, ajudant de la sènior amb Lolo Sainz (1994-96)
- FC Barcelona, ajudant d'Aito García Reneses (1994-1997)
- FC Barcelona, primer entrenador substituint Manel Comas (1997-98)
- FC Barcelona, segon equip (Lliga EBA) (1999-00)
- FC Barcelona, ajudant d'Aito García Reneses (2000-02)
- FC Barcelona, ajudant de Svetislav Pesic (2002-03)
- FC Barcelona, primer entrenador substituint Svetislav Pesic (2004-05)
- FC Barcelona, entrenador equip Sub-20 (2006)[5]

## Palmarès com a entrenador

### Clubs
Com a entrenador ajudant:
- 1 Copa d'Europa (2002-03) i 2 finals europees (95-96 i 96-97)
- 6 Lligues ACB (94-95, 95-96, 96-97, 98-99, 00-01 i 04-05)
- 2 Copes del Rei 00-01 i 04-05
- 1 Copa Korac 98-99

Com a primer entrenador:
- Campió de la Supercopa ACB 04-05.
- Ha estat dues vegades campió d'Espanya amb els equips inferiors del F.C. Barcelona.

### Selecció
- Medalla de Bronze amb la selecció espanyola júnior en el Campionat del Món d'Atenes-95. (Primera medalla del bàsquet espanyol en un mundial, en qualsevol categoria)

## Curiositats
- Va fer debutar Juan Carlos Navarro a la Lliga ACB, el 23 de novembre de 1997, amb 17 anys, davant el Granada al Palau Blaugrana.
- Va entrenar, en diferents etapes, a Pau Gasol i Marc Gasol.